# Rye Nørreskov
Rye Nørreskov er et skovareal i det midtjyske søhøjland og den sydøstlige del af Silkeborgskovene, beliggende  på sydsiden af Julsø, og har et areal på omkring 1.300 hektar. Skoven har  en årlig produktion på  4.000 – 6.000 m³ træ om året og skoven drives naturnært, med  selvforyngelse og blandinger af arter på samme areal, basseret på jordbund og klima  for valget af træarterne.  217 ha af godsets areal er udlagt som urørt skov. 
I Rye Nørreskov ligger Himmelbjerget,  den socialpædagogiske døgninstitution Himmelbjeggården og FDFs Julsølejren, hvor de holder deres landslejre.    I Rye Nørreskov står Danmarks højeste træ, en ædelgran på 52 meter.  
Rye Nørreskov hører under godset Rye Nørskov.